# Kongevand
Kongevand eller aqua regia er en blanding af 3 dele konc. saltsyre og 1 del konc. salpetersyre. Navnet kongevand kommer af at blandingen er i stand til at opløse metallernes konge, guld.
Når man blander de to syrer sker følgende reaktion:
{\displaystyle HNO_{3}+3HCl\rightarrow NOCl+Cl_{2}+2H_{2}O}
| Kemi | Spire Denne artikel om kemi er en spire som bør udbygges. Du er velkommen til at hjælpe Wikipedia ved at udvide den. |